# Сепаратор магнитный валковый
Сепараторы магнитные валковые — обогатительное оборудование, с валковой конструкцией транспортирующего рабочего органа, предназначенное для отделения магнитных минералов от пустой немагнитной породы с помощью притяжения частиц с повышенной магнитной восприимчивостью.

## Характеристики
- производительность — до 500т/ч
- частота вращения валков — до 100об/мин
- крупность обогащаемой руды — до 50мм
- напряженность магнитного поля — до 90кА/м
- магнитная индукция — до 1700 мТл

## Применение
- сухое обогащение крупнокусковой руды
- мокрое обогащение сильномагнитных руд

## Рабочие инструменты
- валок
- полюсный наконечник
- сердечник
- катушка возбуждения
- концентратный приемник